# Xanadu Next
Xanadu Next (ザナドゥ・ネクスト) là một game nhập vai hành động do hãng Nihon Falcom đồng phát triển và phát hành cho Microsoft Windows. Ngày 20 tháng 6 năm 2005, Nokia đã cho phát hành bản chuyển thể của game có khả năng chơi hai người của ScriptArts dành cho N-Gage. Trò chơi này chỉ là spin-off của tựa game nhập vai hành động năm 1985 Dragon Slayer II: Xanadu. Lần ra mắt toàn cầu của phiên bản Microsoft Windows đã được hãng XSEED Games phát hành vào ngày 3 tháng 11 năm 2016.

## Cốt truyện
Phiên bản N-Gage:
- Nhân vật chính là một thợ săn được một thị trấn nhỏ có tên là Marion Berck thuê giúp tìm cho ra một cô gái mất tích tên Momo đã biến mất sau khi Long Vương (King-Dragon) tấn công. Kể từ sau cuộc tấn công của Long Vương, dân làng đã phải chịu đựng những cái chết bí ẩn, mùa màng thất bát và những vụ quái vật tấn công mà người chơi phải giúp đỡ trong cuộc hành trình đi tìm Momo.

Phiên bản PC:
- Nhân vật chính là một hiệp sĩ bị mất danh dự được một học giả có tên Charlotte L. Wells thuê để điều tra sự tàn phá của hòn đảo Harlech nhân danh cô. Ngay khi vừa bắt đầu cuộc hành trình, chàng hiệp sĩ đã bị một chiến binh bí ẩn tên là Dvorak đánh trọng tương và phải trải qua một quá trình cứu mạng ràng buộc anh ta với Harlech. Anh sẽ chết nếu bỏ đi – trừ phi anh ta có thể tìm được thanh gươm trong truyền thuyết Dragon Slayer, đây là báu vật duy nhất có khả năng cắt đứt mối liên hệ với Harlech và giúp anh sống sót trở lại.

## Lối chơi
N-Gage:
- Lối chơi có phần giống với những tựa game khác như Diablo, The Legend of Zelda, và ở một mức nào đó là Final Fantasy.[3] Người chơi chỉ việc lần ra kẻ thù, và sau đó nhanh chóng nhấn nút đánh để tấn công chúng. Các loại phép thuật cũng có thể được tung ra với những điểm mạnh khác nhau bằng cách giữ nút phép, giúp thi triển phép mạnh hơn, nhưng cũng khiến kẻ thù lại gần người chơi.
- Một điểm độc đáo trong the game là hệ thống Guardians. Nhân vật chính tại một thời điểm chỉ có thể trang bị cho mình một guardian. Tùy vào Guardian được trang bị thì nhân vật chính sẽ nhận được một hiệu ứng bổ trợ đặc biệt, ví dụ như là điểm kinh nghiệm tăng nhiều hơn, giảm giá khi mua đồ...Các hiệu ứng rất đa dạng, có cả những hiệu ứng tác động trực tiếp đến chiến đầu.
- Người chơi được khuyến khích chơi trong một thời gian dài. Từng nhóm kẻ thù mà người chơi diệt trừ làm tăng phần thưởng điểm kinh nghiệm từ nhóm tiếp theo lên 1%. Người chơi càng chơi lâu càng có nhiều kinh nghiệm hơn khi giết từng tên địch.